# Graphania mitis
Graphania mitis är en fjärilsart som beskrevs av Butler 1877. Graphania mitis ingår i släktet Graphania och familjen nattflyn. Inga underarter finns listade i Catalogue of Life.